# W kinie tak jest
W kinie tak jest – singel Budki Suflera wydany w 2020 roku jako czterdziesty pierwszy singel zespołu. Utwór został wydany już po śmierci kompozytora Romualda Lipki.

## Twórcy
- Autor tekstu: Tomasz Zeliszewski
- Kompozytor: Romuald Lipko
- Śpiew: Robert Żarczyński
- Instrumenty klawiszowe: Piotr Sztajdel
- Perkusja: Tomasz Zeliszewski
- Gitary elektryczne: Dariusz Bafeltowski i Piotr Bogutyn
- Gitary basowe: Mieczysław Jurecki